# Syndicat général du livre et de la communication écrite CGT
 (octobre 2007).
Le Syndicat général du livre et de la communication écrite (SGLCE-CGT) est le syndicat des travailleurs de la presse, du labeur et de l'édition, dont il couvre l'ensemble des chaînes de production : fabrication, impression et distribution. Il est organisé en sections techniques (maintenance, auxiliaires, etc.) ou professionnelles (départ-imprimerie, labeur, correcteurs, photograveurs-graphistes-maquettistes). Il est adhérent de la Fédération des travailleurs des industries du livre, du papier et de la communication CGT. C'est le syndicat unique parmi les ouvriers de la presse quotidienne nationale française sur le modèle du syndicalisme d'industrie.

## Histoire
D’abord créé dans la CGT-U, en tant que Syndicat général du Livre-Papier de la région parisienne, qui regroupe alors les différentes syndicats des professions du livre et du papier, le Comité intersyndical du Livre est créé le 21 novembre 1934 pour y ajouter les syndicats des typographes, des correcteurs, des mécaniciens-linos et des fondeurs.
Une convention collective nationale est signée le 17 septembre 1936 entre la Fédération du Livre et les Maîtres-imprimeurs.
En 1944, le général de Gaulle réserve à la CGT l'impression des journaux, mais avec l'obligation de garder le personnel qui imprimait les journaux collaborationnistes.
Durant des décennies, la puissance du syndicat du livre est incontestée. Les éditeurs de presse doivent généralement plier face aux exigences du syndicat, sa capacité de conduire des grèves de plusieurs semaines et de bloquer la distribution des périodiques sur le territoire. L'un des rares patrons de presse qui osera se confronter directement au syndicat est le fondateur du Parisien libéré, Émilien Amaury, entre 1975 et 1977. En février 1975, celui-ci décide d'imprimer ses éditions régionales en-dehors de Paris afin de réduire les coûts et de lutter contre le monopole à l'embauche de la CGT-livre. Pendant une grève qui dure 28 mois, le syndicat bloque des camions, commet impunément des faits de violence, occupe les imprimeries et détruit des exemplaires du journal, afin d'empêcher sa distribution. Le Parisien passe de 750 000 à 400 000 exemplaires vendus.
Dans un contexte général de baisse des ventes de la presse écrite, pour la première fois en 1989, les dirigeants de la presse résistent à une grève totale de dix jours.
En 2010, le SGLCE-CGT bloque la distribution des périodiques durant trois semaines en région parisienne. Il s'oppose à la réorganisation du groupe Presstalis (ex-NMPP) et notamment de la messagerie Société presse Paris services (SPPS) qui est chargée de la distribution de la presse à Paris et dont le déficit structurel est de 26 millions d’euros par an.
En février 2013, le quotidien Le Figaro dénonce les blocages de la distribution décidée par la SGLCE-CGT liés de nouveau avec la restructuration de Presstalis.
Lors de son assemblée générale du 21 mai 2016, le syndicat des correcteurs et des professions connexes CGT, créé en 1881, décide de son intégration au SGLCE-CGT comme section professionnelle. Cette intégration est effective au printemps 2017, après révision des statuts des deux syndicats.

## Comité intersyndical du livre parisien
Le comité intersyndical du livre parisien, qui regroupe les syndicats du livre par profession, a un rôle unique dans la gestion du personnel de l'imprimerie de presse.
Cet organisme assure une double fonction : celle de la défense des intérêts des salariés de la presse quotidienne nationale et celle de bureau de placement des ouvriers du livre dans les imprimeries de presse parisienne.
Le placement des ouvriers du livre dans les entreprises de presse parisienne résulte de « la convention collective de travail des ouvriers des entreprises de presse de la région parisienne » qui dispose dans son article 14 que : « l’embauchage s’effectue par le chef de l’entreprise ou son représentant en accord avec les délégués ou selon les usages qui seront précisés par chacune des annexes techniques (…) ».
Le bureau de placement ne concerne que les ouvriers et fonctionne de la façon suivante :
- les ouvriers demandent à être inscrits sur une liste dressée par le bureau de placement ;
- une fois inscrits sur la liste, les ouvriers sont appelés au coup par coup par le bureau de placement et proposés aux imprimeurs en fonction de leurs besoins. Cette disponibilité des ouvriers inscrits au bureau de placement s’appelle « la permanence ».

Le syndicat dispose ainsi d'un monopole d'embauches dans le secteur, source de sa puissance. Le système s'apparente alors à celui des closed shop britanniques et permet aux employés de bénéficier d'un très haut niveau de salaire. Ainsi, selon un rapport sénatorial, le poids des salaires dans les coûts de l'impression de presse (quotidiens) est de 80 % contre 35 % dans l'imprimerie de labeur (autres publications).
Pour l'entreprise Presstalis, chargée de la distribution des quotidiens et dont les pertes s'accumulent la menant au bord du redressement judiciaire en 2012, les coûts salariaux présentent également un écart énorme vis-à-vis des autres entreprises de logistique. Grâce aux différentes primes et avantages, les salaires des ouvriers de l'entreprise se situent entre 4 200 et 5 000 euros. Presstalis est également grevée d'un taux d'encadrement particulièrement élevé, encadrement qui est payé entre 5 700 à 7 100 euros en moyenne. Ces coûts salariaux ont pour conséquence que « le coût d'un employé de Presstalis équivaut à nettement plus du double de celui des employés d'un autre logisticien, et son temps de travail est nettement inférieur de moitié ».
Le pouvoir du SGLCE-CGT sur la distribution de la presse et dans la réforme du groupe Presstalis a été abondamment critiqué sans que la situation change pour autant,.

## Info'Com-CGT
Le syndicat info'Com-CGT, branche de la CGT rattachée au "puissant syndicat du livre", est né en mars 2006, des décisions du congrès de la Chambre syndicale typographique parisienne.
Voulant « en finir avec les corporatismes traditionnels », il met en avant pour justifier sa fondation « plusieurs années de travail commun entre syndicalistes CGT, qu’ils soient ouvriers typographes, correcteurs, photograveurs et techniciens du pré-presse, cadres, employés et journalistes ».
Son secrétaire général Romain Altmann se place dès le printemps 2021 dans l'opposition au  numéro un confédéral Philippe Martinez appelle à «changer d'ère» pour «écrire une nouvelle page de la CGT (...). Et ça passe notamment par une nouvelle direction».
En juillet 2021, plusieurs cadres du syndicat Info'Com CGT, démissionnent, dénonçant dans une lettre ouverte la gestion de Romain Altmann, ainsi que ses émoluments.

## Controverses

### Détournement de papier au profit de Cuba
Dans son livre Spéciale Dernière, Emmanuel Schwarzenberg révèle l'existence puis le démantèlement, en 1987, d'un trafic de papier avec Cuba. Ainsi, il révèle que 5 % du papier (200 tonnes par mois) destiné aux quotidiens nationaux était détourné par le syndicat du livre au profit de la presse officielle cubaine.
Lorsque ce trafic est découvert et démantelé en 1987, Robert Hersant aurait décidé de ne pas porter plainte face aux menaces de grève du syndicat du livre.

### Cache d'armes des NMPP
En 1991, la direction des NMPP découvre une cache de plus de 5 000 armes dans un de ses entrepôts de Saint-Ouen. Ces armes avaient été détournées puis cachées par des ouvriers membres du syndicat du livre lors de la faillite de Manufrance en 1980 en prévision du « grand soir ». La direction des NMPP ne portera pas plainte.
Selon Emmanuel Schwarzenberg, le scandale aurait été étouffé par le gouvernement socialiste de l'époque, soucieux de ménager la CGT.

### Intimidations
En 1992, la société Les Meilleures Éditions SA, éditrice des journaux Le Meilleur et Spéciale Dernière avaient voulu changer d'imprimeur afin de diminuer ses coûts. Le syndicat du livre a empêché d'autres imprimeries contrôlées par le syndicat du livre d'accepter les contrats sous la contrainte de grèves. Lorsque l'éditeur a fait appel à une imprimerie non contrôlée par le syndicat du livre (imprimerie de labeur), celui-ci a été séquestré et obligé de signer un nouveau contrat sous la contrainte. Par la suite, le syndicat du livre a empêché la publication des journaux pendant plusieurs mois par représailles.
De nombreux cas d'intimidation ont été rapportés vis-à-vis de journaux choisissant de ne pas passer par le quasi-monopole des NMPP.
Par exemple, lors de la sortie du quotidien gratuit Metro en 2002, de nombreux cas de violences physiques vis-à-vis des distributeurs de Metro par des membres du syndicat du livre ont été rapportés,,. Des vols ont été commis dans les imprimeries et la distribution a été fortement perturbée par des membres du syndicat du livre. Le quotidien 20 minutes a aussi été la cible du syndicat du livre qui a tenté d'empêcher sa publication le 18 mars 2002.
En février 2009, le syndicat s'en prend au gratuit Direct Matin Plus, propriété du groupe Bolloré, en envoyant un commando de 40 personnes asperger d'eau 150 000 journaux. Le groupe Bolloré Média avait dénoncé son contrat de 3,7 millions par an en juillet 2009 pour choisir une imprimerie de labeur (donc non contrôlée par le syndicat du livre) arguant de questions de qualité d'impression.
Le 17 avril 2010, 40 militants de la CGT ont mis à sac la permanence du député UMP Richard Mallié qui avait déposé une proposition de loi visant à supprimer la loi Bichet.
En septembre 2012, 200 militants mettent à sac le centre de logistique de l'entreprise Géodis (distribution des magazine) utilisant « des battes de baseball, des barres à mine et des marteaux ».

#### Campagne d'affichage controversée contre les violences policières
Le 19 avril 2016, la branche Infocom fondée en 2006 publie ainsi une affiche montrant une matraque, une flaque de sang et un insigne de CRS, ce qui est très largement critiqué par la classe politique.
Le directeur général de la police nationale, Jean-Marc Falcone s'est déclaré indigné par un « appel à la haine » de cette affiche « outrageante », « extrêmement choquante » et « très injuste ». Le Ministre de l'intérieur, Bernard Cazeneuve, rappelant que « 18 000 policiers et gendarmes ont été blessés dans l’exercice de leurs fonctions en 2015 », a dénoncé une affiche qui « détruit le lien de confiance entre la population » et la police.
Le 1er mai 2016, la branche Infocom fondée en 2006 publie une autre affiche « Loi travail, stop à la répression ! » sur laquelle des policiers foulent un sol maculé de rouge, symbolisant du sang. Le syndicat d'officiers de police CGT-Police, également affilié à la confédération nationale CGT, dénonce une affiche qui « stigmatise une nouvelle fois » les policiers et « les discrimine dans son ensemble ». De son côté, le syndicat Synergie-Officiers se déclare « scandalisé » par cette affiche, décriant un « torchon inspiré des pires heures de notre histoire ».
Le secrétaire général de la CGT tente "d’éteindre l’incendie" par une lettre d'apaisement, répondant à celle rédigée la veille par le ministre de l’Intérieur Bernard Cazeneuve. Martinez y rappelle que le rôle "essentiel d’encadrement et de maintien de l’ordre" de la police n’est pas remis en question par la CGT mais aussi que « des vidéos extrêmement choquantes circulent sur internet montrant des actes d’une intolérable violence envers les jeunes manifestants ». La lettre de la CGT conclut par « Ce que nous condamnons avec fermeté, ce sont ces actes de violence, d’où qu’ils viennent ».
Près de trois ans après, le 10 décembre 2018, dans le contexte du début du mouvement des Gilets jaunes et de la dénonciation de violences policières commises par le pouvoir, la branche Infocom fondée en 2006 lance une campagne d'affiches similaire à celle de 2016. Cette fois le sang n'est pas en flaque mais ruisselle d'une matraque et goutte sur un nounours démembré, afin de dénoncer les abus contre les manifestants mineurs. Le syndicat UNSA-Police porte plainte[réf. nécessaire].

### Déclin de la presse quotidienne
Le syndicat du livre a été accusé par un rapport d'information du sénateur MRC Paul Loridant d'être l'une des causes du déclin de la presse écrite quotidienne en France, en raison de prix plus élevés imposés aux imprimeries du fait du manque de concurrence. Selon le rapport sénatorial « Jusqu’où aider la presse ? », les imprimeries contrôlées par le syndicat du livre étaient plus coûteuses que les autres: « Le coût d’impression, pour un travail identique, en offset, sur papier journal, provient à 80 % des salaires dans l’imprimerie de presse (dédiée à l’impression des quotidiens), contre 35 % dans l’imprimerie de labeur (impression des magazines) ».
Ce coût aurait été selon certains l'une des causes du prix de vente plus élevé que dans les autres pays développés: la fourchette du prix de vente moyen d’un quotidien national français est comprise entre 0,80 et 1,30 euro, contre un prix de vente moyen de 0,65 en Italie, 0,52 en Allemagne, 0,44 au Japon et 0,36 aux États-Unis.
Parmi les autres hypothèses pour expliquer ce déclin, la concurrence des autres médias tels que la télévision ou Internet, susceptibles de capter à la fois l'intérêt des lecteurs de la presse quotidienne et celle des annonceurs[réf. nécessaire].

### Accusations de censure
Le dessinateur Plantu a dénoncé la censure effectuée par le syndicat du livre. Il a cité en exemple une caricature dessinée pour le magazine La Vie du Rail au moment des 25 ans du TGV qui n'a pas été publiée par la direction par crainte de la réaction syndicale de la CGT qui aurait pu entraîner le blocage de l'impression du magazine. En 2013, à la suite d'une polémique portant sur le travail du dimanche, il fait allusion à l'affaire des caricatures de Mahomet, parlant d'une « fatwa » de la CGT, et affirme que « tous les dessinateurs de presse depuis 1945 n'ont jamais le droit de critiquer le syndicat du Livre-CGT ».
Dans son bulletin d'information n°41 de novembre 2009, l'association loi 1901 « Sauvegarde retraites » indique que les rédactions des grands titres de la presse française ont été victimes de chantage à la grève suivie de non parution s'ils publiaient son tableau comparatif "retraites public/privé". D'après ce bulletin, les hebdomadaires Marianne et Le Pèlerin ont reculé la veille de la parution. Pourtant, Le Figaro, Le Point, Notre Temps, Valeurs Actuelles, ainsi que d'autres non cités ont pu publier ce tableau sans emcombre.
Dès 2010, lors des grèves et manifestations causées par la réforme des retraites, la CGT demande aux quotidiens nationaux de publier un texte rédigé par le syndicat, mais cette demande est rejetée, au motif qu'ils n’acceptent aucune « communication politique » de la part de partis ou syndicats. La CGT essuie un nouveau refus en 2016, lors du conflit déclenché par projet de la "loi Travail", aucun journal n'acceptant due publier une tribune signée de Philippe Martinez, le secrétaire général de la CGT et titrée « La modernité, c’est le progrès social, pas la loi « Travail » ! » du gouvernement Valls,,. Seul le quotidien L'Humanité accepte de la publier.
Le 26 mai 2016, le syndicat empêche la parution des journaux, à l'exception de L'Humanité, en raison de leur refus de publier une tribune du secrétaire  de la CGT Philippe Martinez contre la loi travail. Les directeurs de journaux dénoncent un chantage. Les journaux régionaux ne sont pas impactés.
Les directeurs des quotidiens nationaux dénoncent une méthode « scandaleuse» » et reproché alors à L'Humanité d'avoir cédé à un « chantage »,.: Laurent Joffrin, directeur de Libération dénonce un « chantage pur et simple », Alexis Brézet, directeur des rédactions du Figaro parle de « méthodes staliniennes » et de « blocages scandaleux », Louis Dreyfus, président du directoire du Monde indique que dans « d'autres temps, on aurait appelé ça de la censure », Nicolas Beytout, directeur du journal L'Opinion parle du jeudi 26 mai 2016 comme « une date qui restera comme un de ces moments où l'on peut avoir honte de ce qu'est devenue l'action syndicale »,,. Rappelant que les journaux n'étaient déjà pas parus le 31 mars et le 28 avril, le syndicat de la presse quotidienne nationale (syndicat des éditeurs) a qualifié de son côté la situation de « prise d'otages ».
En avril 2019, le gouvernement souhaite modifier la loi pour permettre la concurrence dans la distribution de journaux à partir de 2023. En réaction, le syndicat général du livre et de la communication écrite CGT déclenche une grève de 24 heures, empêchant la diffusion des quotidiens à Paris, Lyon ou Marseille. En mai 2019, le syndicat empêche la parution de certains magazines, principalement Le Point, Paris Match, Valeurs actuelles et Marianne, en raison du positionnement de leurs éditeurs sur un projet de réforme de la loi Bichet. La loi est promulguée le 18 octobre 2019, et confie la gestion de la régulation de la diffusion à l'ARCEP. Depuis le 1er janvier 2023, il n'est plus obligatoire aux messageries de Presse d'avoir un capital majoritairement détenu par les coopératives d'éditeurs.